# Färöische Fußballmeisterschaft 2014
Die Färöische Fußballmeisterschaft 2014 war die 72. Saison der höchsten färöischen Fußballliga. Die Liga heißt offiziell Effodeildin nach dem Hauptsponsor, dem Energieunternehmen Effo. Sie startete am 15. März 2014 und endete am 26. Oktober 2014.
Die Aufsteiger B68 Toftir und Skála ÍF kehrten nach einem beziehungsweise fünf Jahren in die höchste Spielklasse zurück. Meister wurde B36 Tórshavn, die den Titel somit zum zehnten Mal erringen konnten. Titelverteidiger HB Tórshavn landete auf dem zweiten Platz. Absteigen mussten hingegen Skála ÍF und B68 Toftir nach jeweils einem Jahr Erstklassigkeit.
Im Vergleich zur Vorsaison verschlechterte sich die Torquote auf 3,07 pro Spiel. Den höchsten Sieg erzielte NSÍ Runavík mit einem 7:0 im Auswärtsspiel gegen AB Argir am zehnten Spieltag. Das torreichste Spiel absolvierten B68 Toftir und KÍ Klaksvík mit einem 5:3 am neunten Spieltag.

## Modus
In der Effodeildin spielte jede Mannschaft an 27 Spieltagen jeweils drei Mal gegeneinander. Aufgrund der Vorjahresplatzierung trugen HB Tórshavn, ÍF Fuglafjørður, B36 Tórshavn, NSÍ Runavík und EB/Streymur ein zusätzliches Heimspiel aus. Die punktbeste Mannschaft zu Saisonende war Meister und nimmt an der Qualifikation zur Champions League teil, während die letzten beiden Mannschaften in die 1. Deild, die färöische Zweitklassigkeit, absteigen.

## Saisonverlauf

### Meisterschaftsentscheidung
NSÍ Runavík startete mit drei Siegen in die Saison, ehe mit dem 1:2 gegen ÍF Fuglafjørður die erste Niederlage zu Buche stand. Nach der 1:4-Auswärtsniederlage gegen HB Tórshavn am fünften Spieltag wechselte die Tabellenführung. HB war punktgleich mit B36 Tórshavn, büßte den ersten Platz jedoch durch ein darauffolgendes 2:2-Unentschieden im Heimspiel gegen Víkingur Gøta wieder ein. Die ersten elf Spiele blieben sowohl B36 als auch HB ohne Niederlage, ehe HB Tórshavn zu Hause mit 1:2 gegen EB/Streymur verlor. B36 Tórshavn konnte den Vorsprung bis auf sieben Punkte ausbauen und verlor erst am 17. Spieltag mit 0:1 bei EB/Streymur zum ersten Mal. Dies konnte HB jedoch nicht ausnutzen, da sie ihrerseits mit 1:2 im Heimspiel gegen AB Argir unterlagen. Der Sieben-Punkte-vorsprung hielt bis zum 21. Spieltag und der 0:1-Heimniederlage von B36 gegen KÍ Klaksvík an. Da der neue Punkteabstand jedoch konstant blieb, feierte B36 Tórshavn am vorletzten Spieltag durch einen 3:1-Auswärtssieg gegen B68 Toftir die Meisterschaft.

### Abstiegskampf
Die ersten 14 Spiele blieb Skála ÍF sieglos, konnte aufgrund einer Reihe von Unentschieden zumindest am achten Spieltag noch den vorletzten Platz vor AB Argir belegen, die bis dahin lediglich am ersten Spieltag mit einem 2:0 bei Víkingur Gøta gewinnen konnten, am neunten Spieltag folgte mit einem 4:1 bei ÍF Fuglafjørður der zweite Sieg. Ebenfalls zwei Siege hatte zu diesem Zeitpunkt B68 Toftir auf dem Konto, einem 3:2 gegen AB Argir am sechsten Spieltag folgte ein 5:3 gegen KÍ Klaksvík am neunten Spieltag. Nach einem Unentschieden folgten sieben Niederlagen und der Absturz auf den letzten Platz. Skála ÍF erreichte den ersten Sieg durch einen 2:0-Heimerfolg gegen KÍ Klaksvík, am 17. Spieltag folgte durch ein 1:0 im Heimspiel gegen B68 Toftir der nächste Erfolg, der Abstieg zum letzten Nichtabstiegsplatz betrug fünf Punkte. Nach sechs Niederlagen in Folge und der 0:3-Niederlage am 24. Spieltag bei KÍ Klaksvik konnte der Klassenerhalt nicht mehr erreicht werden. Nachdem B68 Toftir am darauffolgenden Spieltag nicht über ein 1:1 im Auswärtsspiel gegen Skála ÍF hinauskam, stand der zweite Absteiger fest.

## Vereine
| Mannschaft      | Stadion          | Spielort     |
| --------------- | ---------------- | ------------ |
| AB Argir        | Blue Water Arena | Argir        |
| B36 Tórshavn    | Gundadalur       | Tórshavn     |
| B68 Toftir      | Tofta Leikvøllur | Toftir       |
| EB/Streymur     | við Margáir      | Streymnes    |
| HB Tórshavn     | Gundadalur       | Tórshavn     |
| ÍF Fuglafjørður | í Fløtugerði     | Fuglafjørður |
| KÍ Klaksvík     | Við Djúpumýrar   | Klaksvík     |
| NSÍ Runavík     | við Løkin        | Runavík      |
| Skála ÍF        | Undir Mýruhjalla | Skáli        |
| Víkingur Gøta   | Sarpugerði       | Norðragøta   |

## Abschlusstabelle
| Pl. | Verein            | Sp. | S  | U  | N  | Tore    | Diff. | Punkte |
| --- | ----------------- | --- | -- | -- | -- | ------- | ----- | ------ |
| 1.  | B36 Tórshavn      | 27  | 19 | 4  | 4  | 053:250 | +28   | 61     |
| 2.  | HB Tórshavn (M)   | 27  | 18 | 6  | 3  | 059:200 | +39   | 60     |
| 3.  | Víkingur Gøta (P) | 27  | 13 | 10 | 4  | 060:300 | +30   | 49     |
| 4.  | NSÍ Runavík       | 27  | 12 | 4  | 11 | 053:420 | +11   | 40     |
| 5.  | EB/Streymur       | 27  | 11 | 7  | 9  | 041:330 | +8    | 40     |
| 6.  | KÍ Klaksvík       | 27  | 10 | 6  | 11 | 041:380 | +3    | 36     |
| 7.  | ÍF Fuglafjørður   | 27  | 7  | 7  | 13 | 036:520 | −16   | 28     |
| 8.  | AB Argir          | 27  | 6  | 7  | 14 | 030:610 | −31   | 25     |
| 9.  | Skála ÍF (N)      | 27  | 3  | 8  | 16 | 019:540 | −35   | 17     |
| 10. | B68 Toftir (N)    | 27  | 4  | 5  | 18 | 023:600 | −37   | 17     |

Platzierungskriterien: 1. Punkte – 2. Tordifferenz – 3. geschossene Tore

| (M) | Meister 2013                     |
| (P) | Pokalsieger 2013                 |
| (N) | Aufsteiger aus der 1. Deild 2013 |

## Kreuztabelle
|                 | AB Argir | AB Argir | B36 Tórshavn | B36 Tórshavn | B68 Toftir | B68 Toftir | EB/Streymur | EB/Streymur | HB Tórshavn | HB Tórshavn | ÍF Fuglafjørður | ÍF Fuglafjørður | KÍ Klaksvík | KÍ Klaksvík | NSÍ Runavík | NSÍ Runavík | Skála ÍF | Skála ÍF | Víkingur Gøta | Víkingur Gøta |
| --------------- | -------- | -------- | ------------ | ------------ | ---------- | ---------- | ----------- | ----------- | ----------- | ----------- | --------------- | --------------- | ----------- | ----------- | ----------- | ----------- | -------- | -------- | ------------- | ------------- |
| AB Argir        |          |          | 1:2          | 0:3          | 3:2        | −          | 2:2         | 0:0         | 0:3         | 1:3         | 2:0             | −               | 1:1         | −           | 0:7         | −           | 1:1      | 1:2      | 0:3           | −             |
| B36 Tórshavn    | 1:1      | −        |              |              | 3:0        | −          | 3:1         | 1:0         | 1:1         | 1:2         | 1:0             | −               | 2:1         | 0:1         | 1:0         | −           | 2:0      | 2:0      | 2:2           | 0:2           |
| B68 Toftir      | 3:2      | 1:2      | 2:4          | 1:3          |            |            | 1:1         | 0:3         | 0:4         | −           | 1:1             | −               | 5:3         | 1:0         | 0:2         | −           | 0:0      | −        | 1:3           | −             |
| EB/Streymur     | 5:0      | −        | 1:0          | −            | 3:0        | −          |             |             | 1:1         | 0:3         | 1:2             | −               | 3:1         | 2:0         | 0:0         | 0:2         | 3:0      | 3:1      | 2:3           | 1:3           |
| HB Tórshavn     | 1:2      | −        | 2:2          | −            | 6:0        | 3:0        | 1:2         | −           |             |             | 3:1             | 2:0             | 2:0         | −           | 4:1         | 3:0         | 2:0      | 2:0      | 2:2           | 2:1           |
| ÍF Fuglafjørður | 1:4      | 3:0      | 2:5          | 1:2          | 3:0        | 1:2        | 3:0         | 0:2         | 2:2         | −           |                 |                 | 1:3         | 1:1         | 2:1         | −           | 1:0      | −        | 2:2           | −             |
| KÍ Klaksvík     | 4:1      | 5:1      | 1:3          | −            | 0:0        | −          | 3:1         | −           | 1:2         | 1:0         | 4:0             | −               |             |             | 2:2         | −           | 1:0      | 3:0      | 1:0           | 2:4           |
| NSÍ Runavík     | 3:0      | 3:1      | 0:1          | 2:3          | 1:0        | 3:1        | 1:2         | −           | 1:2         | −           | 2:2             | 4:2             | 1:1         | 2:0         |             |             | 6:1      | −        | 0:2           | −             |
| Skála ÍF        | 0:0      | −        | 0:3          | −            | 1:0        | 1:1        | 1:1         | −           | 0:1         | −           | 2:2             | 0:2             | 2:0         | −           | 1:5         | 2:3         |          |          | 1:1           | 3:3           |
| Víkingur Gøta   | 0:2      | 2:2      | 1:2          | −            | 1:0        | 3:1        | 1:1         | −           | 0:0         | −           | 1:1             | 5:0             | 1:1         | −           | 3:0         | 6:1         | 5:0      | −        |               |               |

## Torschützenliste
Bei gleicher Anzahl von Treffern sind die Spieler nach dem Nachnamen alphabetisch geordnet.
| Pl. | Name                    | Team          | Tore |
| --- | ----------------------- | ------------- | ---- |
| 01. | Klæmint Olsen           | NSÍ Runavík   | 22   |
| 02. | Finnur Justinussen      | Víkingur Gøta | 19   |
| 03. | Adeshina Lawal          | B36 Tórshavn  | 13   |
| 03. | Hans Pauli Samuelsen    | EB/Streymur   | 13   |
| 05. | Fróði Benjaminsen       | HB Tórshavn   | 12   |
| 05. | Páll Klettskarð         | KÍ Klaksvík   | 12   |
| 07. | Andrew av Fløtum        | HB Tórshavn   | 10   |
| 07. | Árni Frederiksberg      | NSÍ Runavík   | 10   |
| 07. | Arnbjørn Theodor Hansen | EB/Streymur   | 10   |
| 07. | Súni Olsen              | Víkingur Gøta | 10   |

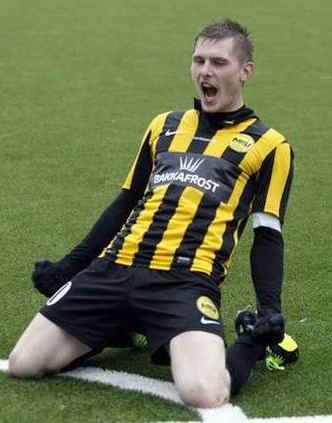
Torschützenkönig Klæmint Olsen

Dies war nach 2013 der zweite Titel für Klæmint Olsen.

## Trainer
| Mannschaft      | Trainer                 | Spieltage |
| --------------- | ----------------------- | --------- |
| AB Argir        | Bill Mc. Leod Jacobsen  | 01–04     |
| AB Argir        | Oddbjørn Joensen        | 05–27     |
| B36 Tórshavn    | Sámal Erik Hentze       | 01–27     |
| B68 Toftir      | Jógvan Martin Olsen     | 01–27     |
| EB/Streymur     | Rúni Nolsøe             | 01–27     |
| HB Tórshavn     | Heðin Askham            | 01–27     |
| ÍF Fuglafjørður | Albert Ellefsen         | 01–27     |
| KÍ Klaksvík     | Eyðun Klakstein         | 01–27     |
| NSÍ Runavík     | Trygvi Mortensen        | 01–27     |
| Skála ÍF        | Eliesar J. Olsen        | 01–13     |
| Skála ÍF        | Pauli Poulsen           | 14–27     |
| Víkingur Gøta   | Sigfríður S. Clementsen | 01–27     |

Während der Saison gab es zwei Trainerwechsel. AB Argir verschlechterte sich daraufhin um eine Position, während sich Skála ÍF um einen Platz verbesserte.

## Schiedsrichter
Folgende Schiedsrichter, darunter auch jeweils einer aus Finnland, Island, Norwegen und Schweden, leiteten die 135 Erstligaspiele:
| Name                         | Stammverein   | Spiele |
| ---------------------------- | ------------- | ------ |
| Petur Reinert                | Víkingur Gøta | 24     |
| Dagfinn Forná                | NSÍ Runavík   | 19     |
| Eiler Rasmussen              | AB Argir      | 18     |
| Ransin Napoleon Djurhuus     | HB Tórshavn   | 17     |
| Lars Müller                  | Royn Hvalba   | 16     |
| Rúni Gaardbo                 | B68 Toftir    | 15     |
| Páll Augustinussen           | FC Suðuroy    | 13     |
| Rói Jacobsen                 | FC Hoyvík     | 04     |
| Alex Troleis                 | B68 Toftir    | 04     |
| Nermin Cisic                 | –             | 01     |
| Kári Jóannesarson á Høvdanum | Víkingur Gøta | 01     |
| Sigurd Kringstad             | –             | 01     |
| Ivar Orri Kristjánsson       | –             | 01     |
| Jani Laaksonen               | –             | 01     |

## Die Meistermannschaft
In Klammern sind die Anzahl der Einsätze sowie die dabei erzielten Tore genannt.
| 1. | B36 Tórshavn |
|    | Hørður Askham (23/2) \| Trygvi Askham (1/0) \| Jákup á Borg (21/8) \| Adrian Cieślewicz (3/0) \| Łukasz Cieślewicz (27/8) \| Karl Martin E. Danielsen (3/0) \| Andrias Eriksen (21/0) \| Høgni Eysturoy (27/1) \| Odmar Færø (13/0) \| Sandri Færø (3/0) \| Benjamin Heinesen (11/1) \| Jákup Højgaard (1/0) \| Róaldur Jakobsen (23/6) \| Símun Joensen (12/0) \| Adeshina Lawal (26/13) \| Tóki á Lofti (3/0) \| Klæmint Matras (21/2) \| Alex Mellemgaard (27/3) \| Høgni Midjord (3/0) \| Árni Nielsen (7/2) \| Eli F. Nielsen (5/0) \| Rógvi Poulsen (9/0) \| Heini í Skorini (2/0) \| Rasmus Dan Sørensen (17/2) \| Tórður Thomsen (26/0) \| Hanus Thorleifsson (22/3) ohne Einsatz: Robert Heðin Brockie;&#124 Gestur Dam - Trainer: Sámal Erik Hentze |

## Auszeichnungen
Nach dem Saisonende gaben die Kapitäne und Trainer der zehn Ligateilnehmer sowie Pressemitglieder ihre Stimmen zur Wahl der folgenden Auszeichnungen ab:
- Spieler des Jahres: Adeshina Lawal (B36 Tórshavn)
- Torhüter des Jahres: Teitur Gestsson (HB Tórshavn)
- Abwehrspieler des Jahres: Jóhan Davidsen (HB Tórshavn)
- Mittelfeldspieler des Jahres: Łukasz Cieślewicz (B36 Tórshavn)
- Stürmer des Jahres: Adeshina Lawal (B36 Tórshavn)
- Trainer des Jahres: Sámal Erik Hentze (B36 Tórshavn)
- Nachwuchsspieler des Jahres: Bárður Hansen (Víkingur Gøta)

Zusätzlich wurde folgende Elf des Jahres gewählt:
Tor: Teitur M. Gestsson (HB Tórshavn)
Abwehr: Bárður Hansen (Víkingur Gøta), Jóhan Davidsen (HB Tórshavn), Hørður Askham (B36 Tórshavn), Alex Mellemgaard (B36 Tórshavn)
Mittelfeld: Árni Frederiksberg (NSÍ Runavík), Hallur Hansson (Víkingur Gøta), Łukasz Cieślewicz (B36 Tórshavn), Hans Pauli Samuelsen (EB/Streymur)
Sturm: Klæmint Olsen (NSÍ Runavík), Adeshina Lawal (B36 Tórshavn)

## Nationaler Pokal
Im Landespokal gewann Víkingur Gøta mit 1:0 gegen HB Tórshavn. Meister B36 Tórshavn schied bereits in der ersten Runde mit 2:3 gegen HB Tórshavn aus.

## Europapokal
2014/15 spielte HB Tórshavn als Meister des Vorjahres in der 1. Qualifikationsrunde zur Champions League gegen Lincoln Red Imps FC (Gibraltar) und erreichte nach einem 1:1 sowie einem 5:2 die nächste Runde. Dort unterlag HB mit 0:3 und 1:3 gegen FK Partizan Belgrad (Serbien).
ÍF Fuglafjørður spielte in der 1. Qualifikationsrunde zur UEFA Europa League gegen Myllykosken Pallo -47 (Finnland) und schied mit 0:0 und 0:1 aus.
B36 Tórshavn spielte ebenfalls in der 1. Qualifikationsrunde zur UEFA Europa League gegen Linfield FC (Nordirland), die mit 2:1 und 1:1 die Oberhand behielten.
Víkingur Gøta spielte als Pokalsieger des Vorjahres in der 1. Qualifikationsrunde zur UEFA Europa League gegen FC Daugava Daugavpils (Lettland), die mit 2:1 und 1:1 besiegt werden konnten. In der nächsten Runde wurde Tromsø IL (Norwegen) nach einem 0:0 im Hinspiel auswärts mit 2:1 besiegt und damit die 3. Qualifikationsrunde erreicht. Dort verlor Víkingur mit 1:5 und 0:4 gegen HNK Rijeka (Kroatien) und schied somit aus.